# Shotokan Karate International Deutschland
Der Shōtōkan Karate International Deutschland e.V. (S.K.I.D.) ist einer von sechs verschiedenen nationalen Shōtōkan-Karate-Verbänden (japanisch 松涛館 shōtōkan). Er ist die nationale Dachorganisation der weltweit in über 100 Ländern vertretenen Shotokan Karate International Föderation unter der Leitung von Hirokazu Kanazawa Shihan (10. Dan). Der S.K.I.D. ist der S.K.I. Europe und der S.K.I. Föderation angeschlossen und hat Dojos im gesamten Bundesgebiet.
Nahezu alle nationalen S.K.I.-Verbände haben japanische Chefinstruktoren. Die grundlegende Zielsetzung des S.K.I.D. ist die Bewahrung des traditionellen Shotokan-Karate mit seinen drei Säulen – Kihon, Kata und Kumite. Besonders viel Wert wird darauf gelegt, dass das Shotokan-Karate nicht als Kampf-Sport, sondern als Kampfkunst gelehrt und praktiziert wird.
Akio Nagai Shihan (9. Dan), Bundestrainer des S.K.I.D., sieht sich und den Shotokan Karate International als Bewahrer des traditionellen Shotokan Karate. Im S.K.I.D. wird viel Wert auf Tradition, Disziplin, Bescheidenheit und genaueste Ausführung der Karatetechniken gelegt. Neben diesen wohl wichtigsten Punkten wird auch der sportliche Wettkampf gefördert, ebenfalls nach strengen traditionellen Richtlinien. 
Die Shotokan Karate International Föderation hat weltweit ein klares Konzept geschaffen, aus welchem hervorgeht, dass ausschließlich Shotokan Karate betrieben wird – im Training, auf Lehrgängen und Meisterschaften.